# Асируддин аль-Абхари
Асир ад-Дин ал-Муфаддал ибн Умар ал-Абхари (ум. 1264) — арабский математик, астроном и философ, уроженец Абхара, ученик Камал ад-Дина ибн Юниса. Работал в Мосуле и Ирбиле.
Отрывки из принадлежащего ал-Абхари «Усовершенствования „Начал“ Евклида» приведены в трактате ас-Самарканди «Предложение обоснования», в том числе и доказательство V постулата, считавшееся ранее доказательством ас-Самарканди.
Ал-Абхари написал «Книгу об уравнениях», «Краткое изложение науки о звёздах», «Книгу о познании небесных сфер», «Трактат о познании астролябии», «Достаточное для нетребовательного» (краткое руководство по действиям с астролябией), «Трактат о совершенном циркуле для вычерчивания конических сечений» (сам циркуль изобретён ал-Кухи), «Краткий зидж по Ала ад-Диновым наблюдениям» (сокращение зиджа ас-Салара), «Фахиров зидж» (возможно, обработка одноимённого зиджа ан-Насави). Для своего ученика ал-Казвини он составил «Введение в Альмагест».
Ал-Абхари написал «Руководство по философии». Ему принадлежит также обработка сочинения Порфирия «Введение к категориям Аристотеля».